# Acropora pichoni
Acropora pichoni är en korallart som beskrevs av Wallace 1999. Acropora pichoni ingår i släktet Acropora och familjen Acroporidae. IUCN kategoriserar arten globalt som nära hotad. Inga underarter finns listade i Catalogue of Life.